# 12329 Liebermann
12329 Liebermann este un asteroid din centura principală de asteroizi.

## Descriere
12329 Liebermann este un asteroid din centura principală de asteroizi. A fost descoperit pe 23 septembrie 1992 la Tautenburg de Freimut Börngen. Asteroidul prezintă o orbită caracterizată de o semiaxă mare de 2,39 ua, o excentricitate de 0,16 și o înclinație de 4,3° în raport cu ecliptica.